# Verneuil-Courtonne
Pour les articles homonymes, voir Verneuil.
Verneuil-Courtonne est une ancienne commune française, située dans le département de l'Aisne en région Hauts-de-France.

## Histoire
La commune a été créée lors de la Révolution française. Verneuil-Courtonne absorbe la commune voisine de Moussy-sur-Aisne, considéré comme détruite lors de la Première Guerre mondiale par le décret du 9 septembre 1923 supprimant cette commune. La nouvelle entité prend le nom de Moussy-Verneuil.

## Géographie
La commune avait une superficie de 4,60 km2.

## Administration
Jusqu'à sa suppression en 1923, la commune faisait partie du canton de Craonne dans le département de l'Aisne. Elle appartenait aussi à l'arrondissement de Laon depuis 1801 et au district de Laon entre 1790 et 1795. La liste des maires de Verneuil-Courtonne est :
| Période                                  | Période | Identité | Étiquette | Qualité |
| ---------------------------------------- | ------- | -------- | --------- | ------- |
|                                          |         |          |           |         |
| Les données manquantes sont à compléter. |         |          |           |         |

## Démographie
Jusqu'en 1923, la démographie de Verneuil-Courtonne était :
| 1793 | 1800 | 1806 | 1821 | 1831 | 1836 | 1841 | 1846 | 1851 |
| ---- | ---- | ---- | ---- | ---- | ---- | ---- | ---- | ---- |
| 266  | 204  | 307  | 327  | 334  | 326  | 340  | 333  | 340  |

| 1856 | 1861 | 1866 | 1872 | 1876 | 1881 | 1886 | 1891 | 1896 |
| ---- | ---- | ---- | ---- | ---- | ---- | ---- | ---- | ---- |
| 287  | 271  | 276  | 252  | 238  | 264  | 277  | 266  | 219  |

| 1901 | 1906 | 1911 | 1921 | - | - | - | - | - |
| ---- | ---- | ---- | ---- | - | - | - | - | - |
| 216  | 201  | 176  | 55   | - | - | - | - | - |